# Chico da Costa (futebolista)
Francisco da Costa Aragão (Taquari, 5 de maio de 1995), mais conhecido como Chico ou apenas Da Costa, é um futebolista brasileiro que atua como centroavante. Atualmente joga pelo Mirassol.

## Carreira

### Começo no Brasil
Revelado no futebol profissional pelo Athletico Paranaense, não conseguiu estrear com o time titular do Furacão, sendo emprestado quatro vezes. Primeiro com o Inter de Lages, onde estreou profissionalmente em 2015, e ainda nesse mesmo ano transferiu-se para o Tombense. No ano seguinte, jogou no Operário Ferroviário e no São José-RS.

### Esporte Clube São José
Em 2016, se separou do Athletico, ingressando no São José-RS, time onde foi emprestado naquele mesmo ano. Depois de participar de onze partidas e marcar um gol pelo Zequinha, ele trocou seu país pelo México para jogar no Inter Playa del Carmen, da cidade de Playa del Carmen, Quintana Roo, por empréstimo durante parte de 2017.

### Venados
Depois de jogar o Apertura 2017 da Segunda Divisão do México com o time do Inter Playa del Carmen (onde anotou dez gols), foi confirmada sua transferência para o Venados para participar do Clausura 2018 do Ascenso MX .
Posteriormente, disputou a segunda metade da temporada seguinte com o elenco do Inter Playa del Carmen, com o qual já havia atuado anteriormente.

### Atlante
Em dezembro de 2018, foram anunciados os reforços do Atlante, liderado na época pelo técnico argentino Gabriel Ernesto Pereyra, entre os quais se incluía Francisco da Costa. Chico fez sua primeira partida pelo clube no dia 26 de janeiro de 2018, enfrentando Cafetaleros de Chiapas . Suas atuações agradaram ao time e a torcida, a ponto de vários meios de comunicação o apelidarem de "o homem gol do Atlante". De fato, uma de suas atuações mais memoráveis foi contra os Cafetaleros, onde o "Time do Povo" derrotou o time de Chiapas com dois gols de Da Costa, resultando em um placar final de 2-1.

### Querétaro Fútbol Club
Após disputar 26 partidas oficiais e marcar 4 gols pelo Atlante, ingressou no Querétaro para disputar o Guard1anes 2020 .
Ele jogou sua primeira partida com a equipe em 22 de agosto de 2020, enfrentando o Atlas. Entrou em campo aos 45 minutos, substituindo Ángel Sepúlveda. A partida terminou com uma vitória por 1 a 0 a favor dos adversários.

### Bolívar
Chico foi um jogador extremamente importante, marcando diversos gols, para o Bolívar na temporada 2022 da Primera División boliviana, vencida pelos celestes. A primeira expulsão de sua carreira foi atuando pela equipe boliviana, no clássico contra o The Strongest, que terminou em 4 a 4, aos 90+21', por reclamação.[carece de fontes?]

### Atlético Nacional
Emprestado pelo Bolívar, Francisco teve uma passagem apagada pelo Atlético Nacional. O jogador marcou apenas um gol em treze jogos e sofreu uma lesão que o deixou fora dos gramados por semanas. Durante o período pelo clube, Chico participou um acidente de trânsito aos arredores de Guarne, na Colômbia, felizmente, não houve feridos. Seu contrato com a equipe colombiana acabou e o jogador retornou ao Bolívar.

## Estatísticas de carreira

### Clube
- Atualizado até 11 April 2020.[10]

| Clube                       | Temp.             | Liga              | Liga  | Liga | Camp. Estadual | Camp. Estadual | Copa  | Copa | Continental | Continental | Outros | Outros | Total | Total |
| Clube                       | Temp.             | Divisão           | Jogos | Gols | Jogos          | Gols           | Jogos | G    | Jogos       | Gols        | Jogos  | Goals  | Jogos | Gols  |
| --------------------------- | ----------------- | ----------------- | ----- | ---- | -------------- | -------------- | ----- | ---- | ----------- | ----------- | ------ | ------ | ----- | ----- |
| Athletico Paranaense        | 2015              | Série A           | 0     | 0    | 0              | 0              | 0     | 0    | –           | –           | 0      | 0      | 0     | 0     |
| Athletico Paranaense        | 2016              | Série A           | 0     | 0    | 0              | 0              | 0     | 0    | –           | –           | 0      | 0      | 0     | 0     |
| Athletico Paranaense        | Total             | Total             | 0     | 0    | 0              | 0              | 0     | 0    | 0           | 0           | 0      | 0      | 0     | 0     |
| Inter de Lages (emp.)       | 2015              | Série D           | 0     | 0    | 2              | 1              | 0     | 0    | –           | –           | 0      | 0      | 2     | 1     |
| Tombense (emp.)             | 2015              | Série D           | 2     | 0    | 0              | 0              | 0     | 0    | –           | –           | 0      | 0      | 2     | 0     |
| São José-RS (emp.)          | 2016              | Série D           | 4     | 0    | 7              | 1              | 0     | 0    | –           | –           | 0      | 0      | 11    | 1     |
| Operário Ferroviário (emp.) | 2016              | –                 | –     | –    | 0              | 0              | 0     | 0    | –           | –           | 4      | 1      | 4     | 1     |
| Venados                     | 2017–18           | Ascenso MX        | 9     | 1    | 2              | 1              | 0     | 0    | –           | –           | 0      | 0      | 11    | 2     |
| Atlante                     | 2018–19           | Ascenso MX        | 5     | 0    | 3              | 1              | 0     | 0    | –           | –           | 0      | 0      | 8     | 1     |
| Atlante                     | 2019–20           | Ascenso MX        | 16    | 3    | 2              | 0              | 0     | 0    | –           | –           | 0      | 0      | 18    | 3     |
| Atlante                     | Total             | Total             | 21    | 3    | 5              | 1              | 0     | 0    | 0           | 0           | 0      | 0      | 26    | 4     |
| Total da carreira           | Total da carreira | Total da carreira | 0     | 0    | 1              | 0              | 0     | 0    | 0           | 0           | 0      | 0      | 1     | 0     |

## Títulos como jogador
Bolívar
- Primeira Divisão da Bolívia : 2022

Atlético Nacional
- Superliga Colombiana : 2023

## Prêmios individuais
- Artilheiro: Temporada 2022 da Primera División da Bolívia (Abertura)